# III Liceum Ogólnokształcące im. Władysława Szybińskiego w Cieszynie
III Liceum Ogólnokształcące im. Władysława Szybińskiego w Cieszynie – liceum ogólnokształcące w Cieszynie.

## Historia
Pierwsza polska szkoła rolnicza powstała z inicjatywy Towarzystwa Rolniczego Księstwa Cieszyńskiego w 1895 roku. Pierwszym dyrektorem placówki został Władysław Szybiński, absolwent Akademii Rolniczej w Dublanach koło Lwowa. Wyższa Szkoła Gospodarstwa Wiejskiego w Cieszynie powstała października 1922 roku. W latach 1922–1937 profesorem zoologii w Cieszynie był Kazimierz Simm. Do 1935 roku uczelnia wykształciła ponad osiemset, a w całym okresie międzywojennym, około tysiąca absolwentów. W okresie okupacji hitlerowcy zniszczyli wszystkie urządzenia placówki. Po wojnie uczelnia została otwarta w 1945 roku. Oprócz działającego od początku istnienia szkoły Wydziału Rolniczego utworzono Wydział Mleczarski. 1 września 1950 roku uczelnia została połączona z uczelnią w Łodzi i przeniesiona do Olsztyna, gdzie została utworzona Akademia Rolniczo-Techniczna (obecny Uniwersytet Warmińsko-Mazurski). Pod koniec sierpnia inż. Janusz Dzierżawski z upoważnieniem Ministra Rolnictwa uruchomił w pomieszczeniach dawnej uczelni rolniczą szkołę średnią.
Utworzono trzy technika, które tworzyły Zespół Państwowych Szkół Rolniczych. Nastąpiła zmiana w strukturze organizacji szkoły dlatego w 1972 roku powołano Zespół Szkół Rolniczych, od 1977 roku Zespół Szkół Rolniczo-Technicznych. W 1975 roku rozpoczęła działalność Zasadnicza Szkoła Mechanizacji Rolnictwa, a w 1976 roku Technikum Mechanizacji Rolnictwa. W związku z wprowadzeniem drugiego etapu reformy oświaty z dniem 1 września 2002 roku powołano następujące szkoły: Liceum Ogólnokształcące, Liceum Profilowane oraz Technikum.